# Chugachgebergte
Het Chugachgebergte in het zuiden van Alaska is een gebergte dat deel uitmaakt van de Coast Mountains in westelijk Noord-Amerika. Het gebergte is zo'n 500 km lang. De hoogste top is de Mount Marcus Baker met een hoogte van 4016 meter; de andere toppen zijn niet opvallend hoog. De positie van het gebergte aan de Golf van Alaska verzekert het Chugachgebergte van grote hoeveelheden sneeuw; in december 2007 viel er 1500 cm.
De bergen zijn beschermd doordat ze binnen de natuurgebieden Chugach State Park en Chugach National Forest vallen. Samen met Anchorage is het een populaire bestemming voor buitensport. De "World Extreme Skiing Championships" werden van 1991 tot 2000 gehouden in de Chugach bij Valdez.

## Bergen
- Mount Marcus Baker, 4.016 m
- Mount Thor, 3.734 m
- Mount Steller, 3.236 m
- Mount Michelson, 2.652 m
- Mount Palmer, 2.115 m
- Flattop Mountain, 1.070 m
- Eagle Peak, 2.120 m
- Polar Bear Peak, 2.016 m